# Mathieu Rogier
Pour les articles homonymes, voir rogier.
Mathieu Rogier, né le 21 septembre 1909 à Étrechet et mort le 5 avril 1975 à Paris, est un militaire, fonctionnaire et résistant français, Compagnon de la Libération. 

## Biographie

### Jeunesse et formation
Fils d'un cultivateur, Mathieu Rogier naît le 21 septembre 1909 à Étrechet, dans l'Indre. Il effectue son service militaire de 1932 à 1933 et suis les cours d'élève officier de réserve à Saint-Maixent-l'École. Il est promu sous-lieutenant avant de retourner à la vie civile puis, après avoir étudié à l'école d'outre-mer, s'installe en Afrique-Équatoriale française.

### Seconde Guerre mondiale
Il se trouve à Brazzaville en septembre 1939 lorsque la mobilisation générale est décrétée
. Incorporé au titre du Bataillon de tirailleurs du Congo-Gabon, il part pour le Tchad un mois plus tard et est affecté au Régiment de tirailleurs sénégalais du Tchad (RTST). Il ne part pas combattre en métropole et se trouve toujours au RTST lorsque celui-ci se rallie à la France libre en août 1940. Décidant de suivre son régiment dans la résistance, il participe, sous les ordres du colonel Leclerc, à la guerre du désert en Libye, puis à la campagne de Tunisie.
Promu capitaine le 25 juin 1943, il fait partie des cadres constituant le noyau du nouveau Régiment de marche du Tchad (RMT), formé à partir du RTST,. Avec la 2e division blindée (2e DB) dont fait partie le RMT, Mathieu Rogier part pour l'Angleterre où l'unité se prépare à combattre en France,. Il débarque à Utah Beach le 4 août 1944 et prend part à la bataille de Normandie où il se distingue à Grandchamp-le-Château et dans la forêt d'Écouves en permettant la capture de 130 soldats allemands et la destruction d'une centaine de véhicules. Lors de la libération de Paris le 25 août, il est blessé par balle aux jambes sur le pont de Sèvres,. Après une hospitalisation au Val-de-Grâce puis une rapide convalescence, il rejoint son unité sur le front de la bataille des Vosges. Il est à nouveau blessé le 19 novembre 1944 à Lafrimbolle lors de la campagne de Lorraine, puis retrouve son régiment pendant la bataille d'Alsace et suit l'avancée de la 2e DB jusqu'à Berchtesgaden en Allemagne, où il termine la guerre,.

### Après-Guerre
Quittant l'armée avec le grade de chef de bataillon, Mathieu Rogier retrouve l'administration coloniale et fait son retour en Afrique comme inspecteur général de l'agriculture d'outre-mer. Il travaille ensuite au secrétariat d'État chargé de la coopération en Côte d'Ivoire.
Mathieu Rogier meurt le 5 avril 1975 dans le 16e arrondissement de Paris et est inhumé au cimetière de Montmartre.

## Décorations
|  |  |  |  |  |  |  |  |  |
|  |  |  |  |  |  |  |  |  |

| Officier de la Légion d'Honneur                 | Officier de la Légion d'Honneur | Officier de la Légion d'Honneur | Compagnon de la Libération Par décret du 29 décembre 1944 | Compagnon de la Libération Par décret du 29 décembre 1944 | Compagnon de la Libération Par décret du 29 décembre 1944 | Croix de guerre 1939-1945 (France) | Croix de guerre 1939-1945 (France) | Croix de guerre 1939-1945 (France) |
| Croix du combattant volontaire de la Résistance |                                 |                                 |                                                           |                                                           |                                                           |                                    |                                    |                                    |